# Heteropoda binnaburra
Heteropoda binnaburra este o specie de păianjeni din genul Heteropoda, familia Sparassidae, descrisă de Davies, 1994. Conform Catalogue of Life specia Heteropoda binnaburra nu are subspecii cunoscute.